# Menachem Mendel Schneersohn

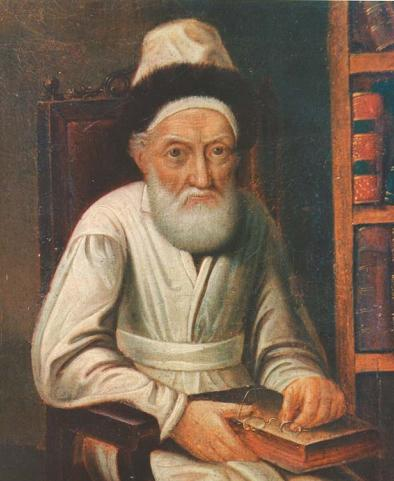
Menachem Mendel Schneersohn

Menachem Mendel Schneersohn (hebräisch מנחם מנדל שניאורסון; geboren am 9. Septemberjul. / 20. September 1789greg. in Ljosna; gestorben am 17. Märzjul. / 29. März 1866greg. in Lubawitsch), auch bekannt als Zemach Zedek (צמח צדק, „Sprössling der Gerechtigkeit“) war ein orthodoxer Rabbiner und der dritte Rebbe – spirituelles Oberhaupt – der Chabad-Bewegung, einer chassidischen Gruppierung innerhalb des orthodoxen Judentums.

## Leben
Rabbi Menachem Mendel Schneersohn wurde 1789 in Ljosna, Weißrussland, seinen Eltern Schalom Schachna und Devora Lea, einer Tochter von Rabbi Schneor Salman von Ljadi, geboren. Als er drei Jahre alt war, verstarb seine Mutter, und sein Großvater, R. Schneor Salman, wurde sein Ziehvater. Im Jahr 1803 heiratete er seine Cousine Chaya Moussia (eine Tochter von Rabbi Dowber von Lubawitsch). Nach dem Tod seines Schwiegervaters/Onkels übernahm er am Tag vor Schawuot 5591 (5. Mai 1831) die Leitung der Chabad-Bewegung. 
Schneersohn, als Experte und Vertreter des weißrussischen Gouvernement Minsk, wurde durch den deutschen Rabbiner Max Lilienthal zu einer Rabbinerkommission in St. Petersburg eingeladen. Hier sollte am 18. Mai 1843 über Schulpläne für neue staatliche Schulen diskutiert und entschieden werden. Ausgelöst durch die Bildungsreform von Nikolaus I. von Russland und seinem Minister für Volksbildung Sergei Semjonowitsch Uwarow sollten jüdische Kinder und Jugendliche, durch die neu zu gründenden Schulen in das russische Staatssystem integriert werden. Gemeinsam mit Lilienthal, Minister Uwarow, zwei Mitarbeitern seines Ministeriums, dem Rabbiner und Toralehrer Ḥayim ben Yitsḥak von Volozhin (1749–1821) für das Gouvernement Wilna, dem Pädagogen Bezalel Stern für das Gouvernement Cherson und dem jüdischen Bankier Israel Halparin für das Gouvernement Wolhynien fand die Konferenz statt. So entstanden im Jahre 1847 das Rabbinerseminar Wilna und Rabbinerseminar Schitomir.
Er verstarb am 13. Nisan 5626 (29. März 1866) in Lubawitsch und hinterließ sieben Söhne und zwei Töchter. Sein jüngster Sohn, Schmuel, folgte ihm als Rebbe von Lubawitsch, während vier andere Söhne eigene chassidische Zentren gründeten, die in unterschiedlichem Ausmaß bis zum Holocaust (1941–1945) Bestand hatten.
Nach seinem Responsen-Werk Zemach Zedek wird Schneersohn auch Zemach Zedek genannt. Sein Vorname Menachem (מנחם) entspricht dem Zahlenwert von Zemach (צמח), sein Vorname Mendel (מנדל) entspricht dem Zahlenwert von Zedek (צדק) (siehe Gematria).

## Leistungen
Schneersohn gründete die Hilfsorganisation Chevras Techias HaMejsim, die jüdische Kindersoldaten unterstützte, die von der zaristischen Armee für jahrelangen Wehrdienst rekrutiert wurden und oftmals angehalten wurden, zum Christentum zu konvertieren.
Er gründete Jeschiwot in Dubrowno und Kalisk, an denen gemeinsam rund 600 Studenten lernten.
Er sammelte wichtige Manuskripte seines Großvaters, Schneor Salman von Ljadi, und publizierte sie unter den Namen Likute Tora, Tora Or (beides chassidische Kommentare zu den Wochenabschnitten der Tora) und Siddur im Dach (Kommentar zum Siddur).

## Werke
- Zemach Zedek – Responsen und Kommentar zum Talmud, 6 Bd.
- Derech Mitzwotecha („Der Weg Deiner Gebote“) – Gründe für die Mitzwot (Gebote der Tora) nach der chassidischen Philosophie
- Or Ha-Tora („Licht der Tora“) – 42-bändiges Werk mit Kommentaren zur Tora und den jüdischen Feiertagen
- Biure Sohar – Erklärungen zum kabbalistischen Buch Sohar
- Sefer Ha-Chakira – Derech Emuna („Buch der Forschung – der Weg des Glaubens“) – ein philosophisches Werk, ähnlich dem More Nevuchim von Maimonides
- Sefer Ha-Likutim – eine Art chassidischer Enzyklopädie mit alphabetischen Einträgen, zusammengestellt aus seinen Werken